# اکاتوموری
اکاتوموری (به انگلیسی: Akathumuri) یک منطقهٔ مسکونی در هند است که در کرالا واقع شده‌است.